# داویده مسترانتونیو
داویده مسترانتونیو (انگلیسی: Davide Mastrantonio؛ زادهٔ ۱۶ ژانویهٔ ۲۰۰۴) بازیکن فوتبال اهل ایتالیا است که در حال حاضر به صورت قرضی از باشگاه فوتبال آ.اس. رم برای باشگاه فوتبال پرو ورچلی بازی می‌کند. 
وی همچنین در تیم‌های ملی فوتبال زیر ۱۸ سال ایتالیا، زیر ۱۹ سال ایتالیا و زیر ۲۰ سال ایتالیا بازی کرده است.